# Адамув (Козеницький повіт)
Адамув (пол. Adamów) — село в Польщі, у гміні Ґловачув Козеницького повіту Мазовецького воєводства.
Населення — 98 осіб (2011).
У 19750—1998 роках село належало до Радомського воєводства.

## Демографія
Демографічна структура станом на 31 березня 2011 року:
|          | Загалом | Допрацездатний вік | Працездатний вік | Постпрацездатний вік |
| -------- | ------- | ------------------ | ---------------- | -------------------- |
| Чоловіки | 58      | 11                 | 38               | 9                    |
| Жінки    | 40      | 4                  | 20               | 16                   |
| Разом    | 98      | 15                 | 58               | 25                   |